# Bornum (Hannover)
Bornum è una frazione (Stadtteil) della città di Hannover, nel land della Bassa Sassonia, in Germania.

## Storia
Già comune autonomo nel circondario di Linden, fu soppresso e incorporato a Linden il 1º aprile 1909.
Il 1º gennaio 1920, insieme con Linden, fu unito ad Hannover.